# Abschiebewagen

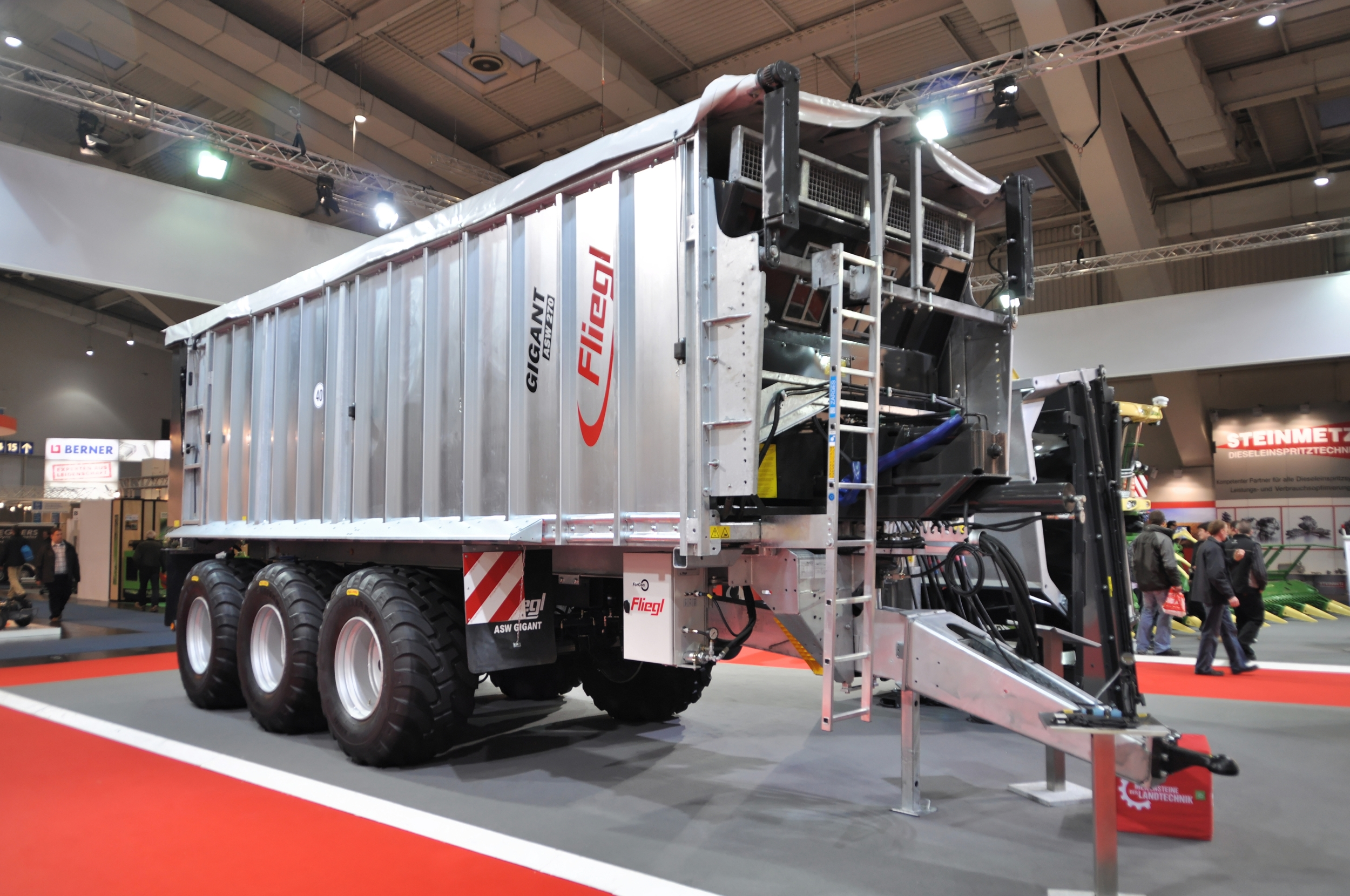
Abschiebewagen

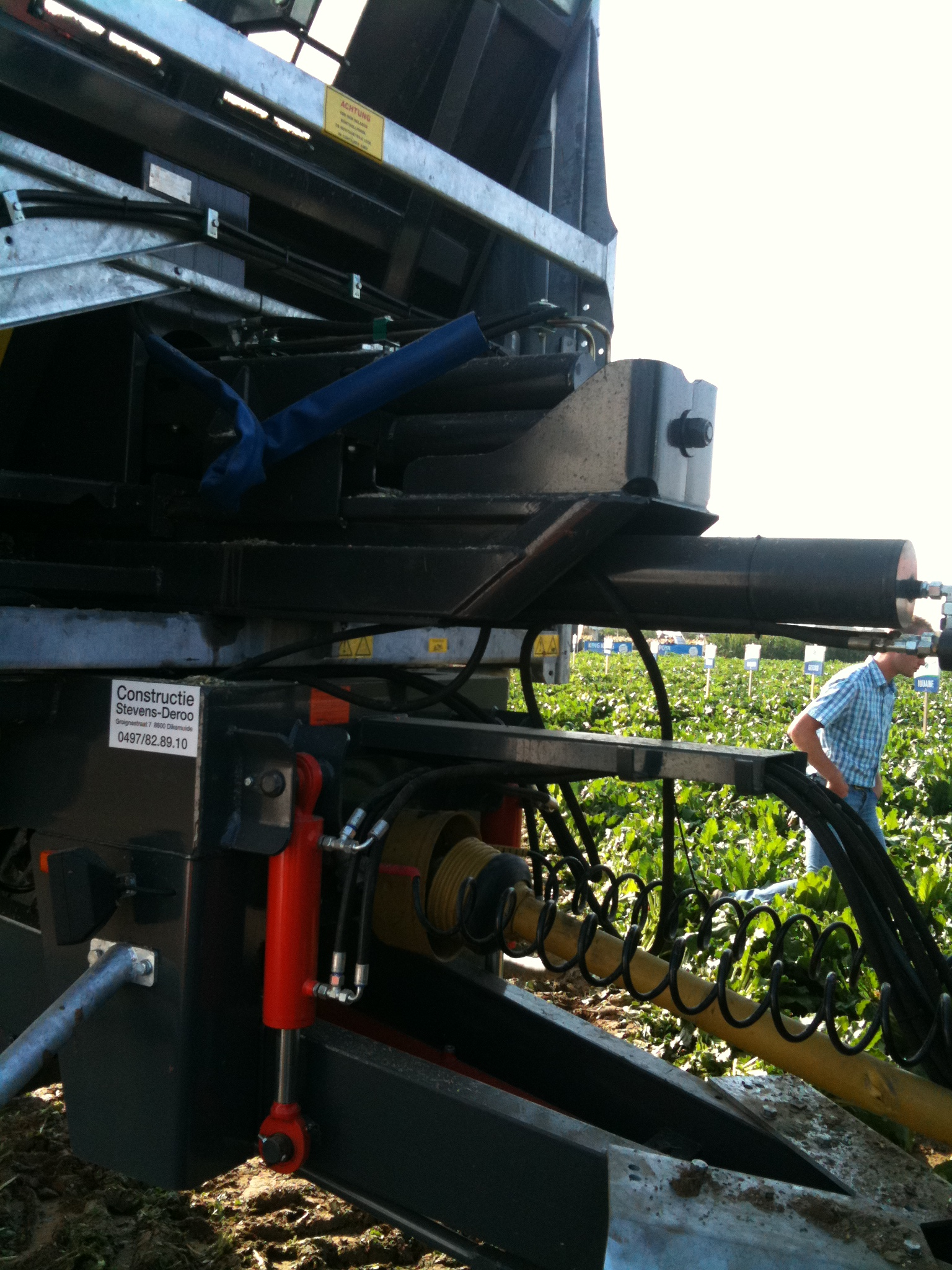
Zylinder die nacheinander ausfahren um den Wagen zu entleeren

Ein Abschiebewagen ist eine landwirtschaftliche Maschine, die mithilfe einer verschiebbaren Frontwand das Ladegut entlädt.

## Funktion und Aufbau
Die Frontwand (Abschiebeschlitten) wird beim Entladen mithilfe mehrerer Teleskophydraulikzylinder nach hinten bewegt. Am hinteren Ende ist eine Volumenheckklappe montiert. Diese besteht neben der eigentlichen Rückwand aus einem Stück von etwa einem Meter Boden und Seitenwand. Somit verlängert sich der Laderaum nach hinten, ohne dass der Abschiebeschlitten ihn reinigen muss. Durch das Hochklappen der Heckklappe wird dieser Abschnitt entladen.
Manche Varianten arbeiten neben dem eigentlichen Schiebeprinzip auch mit Hubzylindern, um den Abschiebeschlitten (bestehend aus Frontwand und etwa einem Meter daran befestigten Bodenbereich) zu kippen.
Meistens werden Abschiebewagen in der Landwirtschaft eingesetzt. Tandem- und Tridemachsen sind die vorherrschenden Fahrwerke.
Als Zusatzausrüstung werden bei Abschiebewagen Streuwerke für Mist und Kompost sowie Förderschnecken für den Einsatz als Überladewagen angeboten.

## Vor- und Nachteile des Abschiebewagens
Im Vergleich zu einem Kipper ist das hohe Leergewicht zu nennen. Dies liegt vor allem an den stabileren Seitenwänden. Die Standfestigkeit ist zu jedem Entladezeitpunkt gegeben. Es besteht die Möglichkeit, leichte Ladegüter mithilfe des Frontzylinders bei geschlossener Heckklappe zu verdichten. Dies belastet neben den Seitenwänden jedoch auch die Hydraulikanlage sowie die Abdichtungen im vorderen Bereich. Hier kommt es vor allem rund um die Zylinder zu stärkeren Verschmutzungen. Durch die Volumenheckklappe benötigt man etwas höhere Gebäude für die Entladung. Im Vergleich zu Kipperfahrzeugen ist dies jedoch zu vernachlässigen.